# Leptotambinia viridinervis
Leptotambinia viridinervis är en insektsart som beskrevs av Kato 1931. Leptotambinia viridinervis ingår i släktet Leptotambinia och familjen Tropiduchidae. Inga underarter finns listade i Catalogue of Life.